# Eric Schmieder
Pour les articles homonymes, voir Schmieder.
Eric Schmieder, né le 29 novembre 1979 à Point Pleasant, New Jersey est un joueur américain de basket-ball. Il mesure 1,89 m et évolue au poste d'arrière. Il dispose aussi de la nationalité italienne.

## Clubs
- 1999-2003 :  Université Drexel (NCAA I)
- 2003-2004 :  Mattersburg 49ers (ÖBL)
- 2004-2005 :  Étendard de Brest (Pro B)
- 2005-2006 :  Basket Trapani (Serie A)
- 2005-2007 :  JSF Nanterre (Pro B)
- 2007-2009 :  Besançon BCD (Pro A)
- 2009-2010 :  Étendard de Brest (Pro B)
- 2010-2011 :  Vendée Challans Basket (N1)
- 2011-2012 :  AS Kaysersberg ABCA (N2)
- 2013 :  AS Kaysersberg ABCA (N2)
- 2013-2015 :  AS Kaysersberg ABCA (N2)